# White Mesa
White Mesa – jednostka osadnicza w Stanach Zjednoczonych, w stanie Utah, w hrabstwie San Juan.